# Thomas Musgrave (évêque)
Thomas Musgrave (30 mars 1788 – 4 mai 1860) est un ecclésiastique anglican.
Il est évêque de Hereford de 1837 à 1847, puis archevêque d'York de 1847 à 1860.